# Curtiss C-1 Canada
O Curtiss C-1 Canada foi um avião bombardeiro biplano, bimotor canadense (fabricado por uma subsidiária canadense da Curtiss America). de três lugares, testado pelo Royal Flying Corps na Primeira Guerra Mundial, mas que não chegou a entrar em serviço devido a sua baixa performance e a chegada de outros modelos de maior capacidade.

## Usuários
- Reino Unido apenas testado em 1916.

## Especificações
Estas são as características do Curtiss C-1 Canada
- Características gerais:
  - Tripulação: três
  - Comprimento: 10,17 m
  - Envergadura (asa superior): 23,11 m
  - Envergadura (asa inferior): 15 m
  - Altura: 4,72 m
  - Peso vazio: 2.132 kg
  - Peso máximo na decolagem: 2.858 kg
  - Motor: 2 x Curtiss V-X, em linha, refrigerado à água, de 160 hp cada.

- Performance:
  - Velocidade máxima: 145 km/h
  - Alcance: 966 km

- Armamento:
  - Armas:
    - 2 x metralhadoras Lewis voltada para a frente 7.7 x 56mm R (.303 Britânico)

  - Bombas:
    - Até 100 kg de bombas em várias configurações.